# Gillellus ornatus
Gillellus ornatus är en fiskart som beskrevs av Gilbert 1892. Gillellus ornatus ingår i släktet Gillellus och familjen Dactyloscopidae. IUCN kategoriserar arten globalt som livskraftig. Inga underarter finns listade i Catalogue of Life.